# مامیرلی
مامیرلی (به ترکی آذربایجانی: Mamırlı) یک منطقه مسکونی در جمهوری آذربایجان است که در شهرستان تَرتَر واقع شده‌است. مامیرلی ۱۵۴۷ نفر جمعیت دارد.